# Combretum harmsianum
Combretum harmsianum là một loài thực vật có hoa trong họ Trâm bầu. Loài này được Diels mô tả khoa học đầu tiên năm 1907.